# X-MEN: ダーク・フェニックス・サーガ
「ダークフェニックス・サーガ」（原題: "The Dark Phoenix Saga"）とは、マーベル・コミックスから刊行されているコミックシリーズ『X-メン』で1980年に展開された長篇エピソードである。架空世界のマーベル・コミックス・ユニバースを舞台としており、ジーン・グレイとフェニックス・フォースが主要キャラクターとなる。原作はクリス・クレアモント、作画はデイヴ・コックラムとジョン・バーン。
本作は二部構成と考えられることもある。前篇に当たる「フェニックス・サーガ」（『X-Men』第101-108号、1976–1977年）ではジーン・グレイがフェニックスの力を宿し、世界の存続を司る「エムクラン・クリスタル」を修復する顛末が描かれる。「ダークフェニックス・サーガ」（同誌第129-138号、1980年）ではジーンが狂気に飲まれて命を落とす。本作は米国のメインストリーム・コミック（スーパーヒーロー作品）で最も認知度が高く、最も引用されることが多い作品の一つであり、古典的名作と広く認められている。
このエピソードはTVアニメシリーズ『X-MEN』（1992年）でも使われた。『X-メン: エボリューション』（2000年）の第5シーズンは製作が打ち切られたが、4話にわたって「ダークフェニックス」を基にしたストーリーが展開される予定だった。『ウルヴァリン・アンド・ジ・X-メン 』（2009年）では第1シーズンの最終エピソードで用いられているが、内容は大きく改変されている。実写映画シリーズでも2003年の『X-MEN2』で言及され、2006年の映画第三作『X-Men: ファイナルディシジョン』にも一部の要素が取り入れられている。2019年に公開される『X-MEN:ダーク・フェニックス』は本作の実写映画化である。

## あらすじ
ジーン・グレイは宇宙でのミッションから帰還する途中で致死レベルの太陽フレア放射線にさらされ、それによってテレパシーとテレキネシス能力が限界まで強化された。純粋な思念体となったジーンは自らを再構成し、「フェニックス」としての人格と能力、そして新たなコスチュームを身につけて地球に降り立つ。ジーンは驚異的なパワーによって砕けた「エムクラン・クリスタル」を修復するが、その後は暴走を抑えるため自らの意思で能力を制限する。
ジーンの強大な潜在能力は、秘密結社「ヘルファイヤー・クラブ」の中枢インナーサークルに加わるための力を求めていたマスターマインドに狙いをつけられる。マスターマインドは一般人ジェイソン・ウィンガードとしてジーンに近づいて誘惑しようとする。幻覚能力を持つマスターマインドは、クラブの一員ホワイトクイーン（エマ・フロスト）が作り出した洗脳装置を使ってジーンの精神に幻覚を直接送り込む。ジーンは幻惑され、自らの先祖レディ・グレイの記憶を追体験しているのだと考える。幻の世界のレディ・グレイはヘルファイヤー・クラブのブラッククイーンとしてウィンガードの先祖と恋人関係にあった。ジーンはやがて自身の正体がブラッククイーンだと思い込む。退廃的な人格となったジーンは人の感情がかき乱されるのを楽しみ、自ら科した枷を壊し始める。
ジーンを配下に収めたヘルファイヤー・クラブはX-メンを捕らえる。ジーンの恋人サイクロプスは捕虜となりながらも、マスターマインドに精神世界での決闘を挑む。サイクロプスの精神イメージが返り討ちにされるのを見たジーンは衝撃によってマスターマインドの精神支配を脱し、自らのパワーを抑えていた最後の障壁をも打ち砕く。全容を現したパワーに飲み込まれたジーンは自己を見失い、「ダークフェニックス」と名乗る。そしてマスターマインドに怒りを向けると、テレパシーによって神の力を体験させて狂気に追いやる。さらに、ジーン・グレイという無力な人格との繋がりを断ち切るためX-メンを打ち倒し、銀河の彼方へと飛び去る。しかし、そのパワーはフェニックス自身が考えていたほど高まっておらず、宇宙飛行によりエネルギーのほとんどを使い切ってしまう。フェニックスは力を取り戻すため手近な恒星ディバリのエネルギーを吸収する。その結果ディバリは超新星爆発を起こし、星系唯一の惑星に住んでいた知的生命体を全滅させた。シーアー帝国の宇宙船が被害拡大を防ごうと攻撃を開始する。フェニックスはたやすく宇宙船を破壊するが、シーアー女帝リランドラへの緊急報告を止めることはできなかった。クリー帝国やスクラル帝国も含めた星間連盟の評議会が召集され、ダークフェニックスは惑星捕食者ギャラクタスにも勝る重大な脅威であり滅ぼすべきだと決議が下る。
地球では、当時アベンジャーズの一員となっていたビーストが古巣X-メンに手を貸しに来る。一方でダークフェニックスは地球に戻って両親の家を訪れ、家族に対する本来の愛情と、新たな破壊衝動との間で揺れ動く。そこに師であるチャールズ・エグゼビアが現れ、激しいテレパシーの戦いを繰り広げた末に、フェニックスの精神の中に「サーキット・ブレーカー」を作り出すことで、マーベルガールと名乗っていた頃にまで能力を低下させる。同時にジーン本来の人格が主導権を取り戻すことになった。
シーアー帝国はX-メンを強制的に召喚し、ダークフェニックスが無自覚に大量虐殺を犯したことを告げ、死刑を宣告する。エグゼビアはリランドラ女帝に抗議して名誉の決闘を申し込む。シーアーの文化においてこの申し出は拒めなかった。リランドラはクリーやスクラルの代表者と協議した上でエグゼビアの要求を受け入れる。
翌日、X-メンとシーアー帝国インペリアルガードは地球の月の裏側にある「ブルーエリア」に転送され、フェニックスの運命を賭けた戦いを開始する。X-メンの大半はインペリアルガードに打ち負かされ、サイクロプスとジーン・グレイだけが最後の抵抗を試みる。サイクロプスが倒されて生死不明になると、恐慌をきたしたジーンはエグゼビアが施した精神の障壁を突破してダークフェニックスに立ち戻る。リランドラは事態を見て最終手段に訴え、ダークフェニックスを太陽系もろとも消滅させようとする。エグゼビアはリランドラの緊急措置を阻止するため、ジーンを制圧するようX-メンに命じる。戦いの中でジーンは再び正気を取り戻した。ブルーエリアの遺跡に身を潜めたジーンは、必死で意識を保ちながらクリーの古代兵器を作動させ、サイクロプスに思いを告げると自身を塵と化す。残されたサイクロプスは、月に降り立った時から自らを犠牲にするつもりだったのかと自問する。
物語の結末で、ウアトゥ・ザ・ウォッチャーは述懐する。「ジーン・グレイは神として生きることもできたであろう。だが彼女は死を選んだ。人間として死ぬことを…」

## 制作背景
この長編のうちヘルファイヤー・クラブが舞台とする部分（『X-メン』第132-134号）は、テレビドラマ The Avengers（邦題『おしゃれ(秘)探偵』）のエピソード「A Touch of Brimstone」に強く影響されている。登場人物の中には同作の演者を外見のモデルとしたものもおり、インスパイアされたことが暗に示されている。
ストーリーの結末をどうするかは編集スタッフの間で激しい議論の的になった。当時のマーベル編集長ジム・シューターの回想によると、本作の元々の意図は、ヒーローから悪に転じたX-メンの宿敵としてダークフェニックスをデビューさせるところにあった。このアイディアは制作チームとシューターの間で最初に話し合われたもので、その通りのストーリー展開も承認されていた。『X-メン』第135号が作画の最終段階に入ったとき、たまたま同号の校正刷りを見たシューターは、ストーリー中で生命体が住む恒星系が消滅し、無数の生命が失われたことがはっきり描写されていると知った。エディターの一人ルイーズ・サイモンソンの印象によると、シューターはこのプロット要素に激怒してエディターのジム・サリクラップを予定より早くシリーズから降板させた。
シューターはサリクラップにその先のプロットを尋ね、第137号の最後でジーンがシーアー帝国によって能力を弱められることと、釈放後はX-メンの保護下に置かれることを知った。シューターはストーリーテリング上の観点から、次いで倫理的な観点からこの展開に反対し、エンディングを「ヒトラーからドイツ軍を没収しただけでドイツの統治を続けさせる」と例えた上で、大量殺人を犯した存在と友好関係を保つのはX-メンのキャラクターに合わないと主張した。作画のジョン・バーンとサリクラップは、ダークフェニックスはジーン・グレイに憑依した別個の存在だという認識でいたため結末に問題はないと反論した。サリクラップは映画『エクソシスト』との類似性を指摘して「あの映画では悪霊に憑りつかれた少女が出てきて人もたくさん死ぬけど、最後に悪霊が祓われたら、誰も「あの殺人鬼の子にも死んでもらわないと」とは思わない」と述べた。しかしバーンとサリクラップはストーリーを通読して、読者にはジーンが憑依されているとは見えないという点でシューターに同意した。原作者クレアモントも、ジーンが憑依されていたのか、あるいは自分の意思でダークフェニックスとして行動していたのか執筆中にはっきり決めていなかったと認めた。
シューターはクレアモントと面談し、妥協案としてジーンが永久に拘禁されるシナリオを提示した。クレアモントはX-メンがジーンの解放をあきらめないだろうからその展開は不可能だと答えた。シューターによると、フラストレーションが溜まったクレアモントはジーンを完全に死なせようと主張し始めた。シューターはそれがクレアモントのブラフに過ぎなかったと示唆しているが、にもかかわらず、主要な登場人物が本当に死ぬことはないという不文律を覆してこの案を採用し、後にクレアモントとバーンが反対に回っても押し切った。最終的に、インペリアルガードとの戦いのクライマックスでダークフェニックスの人格に支配されそうになったジーンが自ら死を選ぶことがバーンとクレアモントによって決められた。第137号の大筋は変更を受けなかったが、末尾の5ページだけは新しいエンディングに沿って完全に描き替えられた。このときクレアモントがことのついでにスクリプトに改稿を加えたため、この号の初稿と刊行された版の間には結末とは関わらない部分でも多くの差異がある。たとえば、初稿ではX-メンのメンバーは決戦前夜に各自の私的な問題について思いを巡らせるが、出版された版では彼らがジーンを守る決意を固める様子が描かれる。
当初構想されていた結末は、1984年に刊行された Phoenix: The Untold Story で日の目を見た。同書では Uncanny X-Men #137 のオリジナル版に加え、クレアモントとバーン、サイモンソン、サリクラップ、シューター、テリー・オースチン（インカー）らによる座談会が収録され、オリジナルストーリーの裏話と変更の経緯についてが語られた。

## 評価
2001年にマーベルがファンから投票を募って選出した 100 Greatest Marvels of All Time（マーベル作品オールタイムベスト100）では、「ダークフェニックス・サーガ」のうち『X-Men』第129号（ヘルファイヤー・クラブとエマ・フロスト、キティ・プライドの初登場）が第65位を、同第137号（ストーリーの結末、ジーン・グレイの死）が第3位を占めた。
ウェブメディア Vulture はコミックの歴史を代表する100作を紹介する記事において「ダークフェニックス・サーガ」から2号を取り上げた。下水に叩き落されたウルヴァリンが怒りを露わにしてヘルファイヤー・クラブへの報復を誓うシーン（『X-Men』第129号）は、比較的新しいキャラクターであるウルヴァリンの性格付けが完成した瞬間と評価された。ストーリーの結末である第137号は、人気キャラクターが劇的な死を迎えるというショッキングな展開によって多くの追随作品を生んだとされた。

## その後のストーリー展開

### マデリーン・プライアー
『X-Men』が改題された『Uncanny X-Men』誌上で第168号（1983年4月）から展開されたサブプロットは、同174-175号（同年10・11月）のクライマックスにおいてダークフェニックスの転生らしき人物が発覚するという展開を見せた。このストーリーが掲載された号は後に "From the Ashes"（灰の中から）のタイトルで単行本化された。
ストーリーの中心はサイクロプスと新キャラクターのマデリーン・プライアーである。マデリーンは民間航空会社のパイロットで、ジーン・グレイと全く同じ外見を持つばかりか、ジーンの死と同じ時刻に墜落事故に遭ったことで精神的に傷を負っていた。マデリーンはダークフェニックスへと変貌を遂げるかに見えたが、それは「ダークフェニックス・サーガ」事件でジーンから受けた仕打ちに復讐しようとするマスターマインドによる幻影だった。第175号において、ダークフェニックスの幻から解放されたマデリーンはサイクロプスとの間で、ジーンがプロフェッサーXにダークフェニックスの力を封じられたときと同じ会話を交わす。

### ジーン・グレイとフェニックスが別の存在とされるまで
『X-メン』第137号が刊行される直前に、当時大学生で後にフリーの原作者となるカート・ビュシークはファンの口コミによってその号で起きることを知った。同じく後に業界入りするキャロル・カリッシュ（マーベル社のダイレクト・セールス部門を率いた）とリチャード・ハウエル（代表作は Vision and The Scarlet Witch の作画）も同様だった。3人はまた、マーベル編集長ジム・シューターが、ダークフェニックスが犯した殺戮から免罪される形でない限りジーン・グレイを死から蘇らせてはいけないと明言したことを知った。3人は当時ファンに過ぎなかったが、これを取り組みがいのある創作課題と捉え、それぞれジーン・グレイが復活するシナリオを考え出した。ビュシークの案では、ジーン・グレイは最初の宇宙船事故以来ずっと仮死状態のままジャマイカ湾に沈んでいた。その間活動していたのは、超存在フェニックスがジーンの精神と身体を焦点として作り出した、計り知れない力を持つ複製だった。しかし複製は本体から離れるほど邪悪に呑まれていくのだった。
1983年、フリーの原作者として活動を始めたばかりのカート・ビュシークは、ニューヨーク州イサカのコミックコンベンションに赴き、マーベルの原作者ロジャー・スターン宅に滞在した。会話の内容がともに長年の読者であった『X-メン』の話題に及ぶと、スターンはシューターのお達しを守りつつジーン・グレイを復活させる手立てがないことを残念がった。そこでビュシークはスターンに自身のアイディアを伝えた。ビュシークはその場の会話で終わるものとしか考えていなかったが、スターンは当時『ファンタスティック・フォー』の原作・作画を務めていたジョン・バーンにこのアイディアを伝えた。
1985年、オリジナルのX-メン（ジーン・グレイもその一人）が新たにX-ファクターというチームを結成する新シリーズの企画がジム・シューターによって認可された。原作はフリーのベテランであるボブ・レイトンだった。これを知ったバーンはレイトンに連絡を取り、シューターの要求通りにジーンを免罪しながら死から蘇らせる方法としてビュシークのアイディアを伝えた。
『X-ファクター』の発刊を記念して、同誌第1号のほか『アベンジャーズ』と『ファンタスティック・フォー』の計3号にわたるクロスオーバーが企画され、3誌の原作を書いていたスターン、バーン、レイトンらがビュシークのアイディアを基にしたストーリーを作った。ビュシークは誌面上で「Special Thanks」のクレジットを受けた。このときビュシークはマーベル社の『マーベルエイジ・マガジン』でフリーのアシスタントエディターとして働いており、同誌で新シリーズのプロモーションとなる一連のインタビュー記事を手掛けた。

### スピンオフ
1982年、DCとマーベルの会社間クロスオーバーによる単号作品 The Uncanny X-Men and The New Teen Titans でダークフェニックスが再登場した。原作は『X-Men』のレギュラーだったクリス・クレアモントである。この作品はいずれの出版社の正史でもないが、ストーリー中では宇宙レベルのヴィランであるダークサイドが「反生命方程式」を探し出すためダークフェニックス状態のジーン・グレイを蘇らせて利用する。最終的にダークサイドに裏切られたダークフェニックスは、その野望をくじくため再び自身の命を捧げる。

## メディア展開

### テレビ
- 1992年の第1アニメシリーズ『X-Men』では、「ダークフェニックス・サーガ」が前日譚「フェニックス・サーガ」とともに扱われていた。全5話の「フェニックス・サーガ」において、X-メンはシーアー帝国の皇女リランドラを助けて狂える兄ディケン皇帝と戦う。全4話の「ダークフェニックス・サーガ」では、ジーン・グレイの多彩なサイキック能力がすべて計り知れないレベルにまで強まり、ジーンはチームを離反してしまう。X-メンはシーアー帝国の助けを借り、ジーンに憑依していたダークフェニックスを改心させる。フェニックスはどこへともなく去っていった。
- 『X-メン: エヴォリューション』では「ダークフェニックス・サーガ」へと続く出来事が語られた。エピソード "Power Surge" において、ジーン・グレイの能力が暴走して周囲に危害を加え始める。最終的にローグが意識の一部を奪い取る能力によってグレイを倒す。シリーズの最終回では、プロフェッサー・エグゼビアがアポカリプスに操られてジーンにダークフェニックスへの変身を許す。「ダークフェニックス・サーガ」自体は続く第5シーズンで4話にわたって扱われる予定になっていたが、2003年にシリーズが打ち切られたため実現することはなかった。
- 『ウルヴァリン・アンド・ジ・X-メン』のシーズン最終エピソード "Foresight" 全3話は本作を元にしている。ヘルファイヤー・クラブは策略によってジーン・グレイをフェニックスの力に目覚めさせる。クラブに命じられてX-メンに潜入していたエマ・フロストは、フェニックスの破壊的な力を悪の手に渡してはいけないと考え、自らの命を犠牲にして力を消滅させる。

### 映画
- 映画シリーズ第2作『X-MEN2』では本作の引用が行われた。作中でジーン・グレイのパワーが拡大するにつれて、その眼に閃光が走るようになる。ジーンはチームの身代わりとなってアルカリ湖の奔流に呑まれ、生死不明となるが、最後にフェニックスの像が湖面に映る。
- 第3作『X-MEN: ファイナルディシジョン』のプロットにも「ダークフェニックス・サーガ」の要素が取り入れられた。同作におけるフェニックスはジーン・グレイの別人格で、幼少期にその破壊的な力を恐れたプロフェッサーXのテレパシーによって封印されていた。ジーンがアルカリ湖の決壊から身を守るため念動力の繭に籠ったときにフェニックスは目覚めた。フェニックスは無分別に行動し、自らの意思を統制することができないまま、ウルヴァリンに抱いていた情欲を表に出し、しまいにはマグニートーに与してプロフェッサーXとサイクロプスを殺害する。ウルヴァリンはジーンを手にかけ、それとともにフェニックスも消滅する。
- 第6作『X-MEN:アポカリプス』でも引用が行われた。アポカリプスとの決戦において、プロフェッサーXはジーン・グレイに極限まで力を引き出してアポカリプスを倒すように言う。グレイがパワーを解放すると、その体はフェニックスの形の燃えるオーラに呑み込まれていく[20]。
- 『アポカリプス』の公開に先立って、脚本・製作のサイモン・キンバーグは将来的に「ダークフェニックス・サーガ」を再映画化すると示唆していた[21][22]。『アポカリプス』の続編は『X-MEN:ダーク・フェニックス』というタイトルで2019年6月7日に公開が予定されている[23]。

### 小説
- 映画『ダーク・フェニックス』の公開と同じ2019年の半ばに、スチュアート・ムーアによる小説版が刊行される。

## パロディと模倣作
1980年代には、インディペンデント系の出版社から出ていたいくつかのシリーズで女性登場人物が悪役に転じるパロディ作品が描かれた。Southern Knights 第30号（Comics Intervew、1988年）、Redfox 第5-10号（1986年9月-1987年7月）、Army Surplus Komikz Featuring Cutey Bunny 第5号（1983年）がその例である。
マーベル・コミックス社による自社パロディ Power Pachyderms（1989年。pachyderm=厚皮動物）は、遺伝子変異によって人間型となった4頭の象を主人公とするワンショット作である。そのうちの1頭、エレクトララックス（エレクトラ）は放射性の白粉が入った桶に落ちたことであらゆるものを破壊するローグエレファントへと変身する。狂乱するエレクトララックスは、チームメイトに白粉を吹き飛ばされて元の姿に戻る。
DCとハンナ・バーベラのクロスオーバーコミック Superman/Top Cat Special（2018年10月）では、本作でディバリ星系が消滅するシーンをオマージュしたコマがあった。

## 単行本
このストーリーが連載された号（第129-137号）は1984年に初めてペーパーバックで単行本化された。この版にはビル・シンケビッチによる表紙画が付けられた。ほかにも以下のようなトレード・ペーパーバック版がある。
- X-Men Legends, Volume 2: Dark Phoenix Saga（全192ページ、1990年8月、マーベル。ISBN 0-7851-1147-6）
- X-Men: The Dark Phoenix Saga（全200ページ、2006年4月、マーベル。ISBN 0-7851-2213-3）

古典作品を白黒ペーパーバック本で刊行するマーベル社の「エッセンシャル」シリーズの一冊、Essential X-Men, Volume 2（全584ページ、1997年10月、パニーニ・コミックス、ISBN 978-0-7851-0298-4）にも本作が収録された。収録号は The X-Men 第120-144号および The X-Men Annual 第3-4号である。
ハードカバーの「マーベル・マスターワークス」シリーズでは、Marvel Masterworks: Uncanny X-Men, Volume 4（2004年10月、マーベル。The X-Men 第122-131号、The X-Men Annual 第3号収録） および Volume 5（2005年1月、マーベル。X-Men 第132-140号、X-Men Annual 第4号収録） の二冊に分けて収録された。Uncanny X-Men Omnibus, Volume 1 （2006年5月、マーベル。Giant-Size Uncanny X-Men 第1号、The X-Men Annual 第3号、The X-Men 第94-131号収録）では巻末に本作の第1話が掲載された。「フェニックス・サーガ」30周年には、記念として大型判型のハードカバー X-Men: The Dark Phoenix Saga（2010年7月、マーベル。ISBN 978-0-7851-4913-2。The X-Men 第129-138号、Classic X-Men 第43号、Bizarre Adventures 第27号、Phoenix: The Untold Story（単発号）、What If? 第27号収録）が刊行された。
2012年1月、英国、アイルランド、ニュージーランド、南アフリカを中心に刊行されるグラフィックノベルシリーズ The Official Marvel Graphic Novel Collection の第2号として本作がハードカバー単行本化された。

### 日本語版
1997年、雑誌『マーヴルクロス』に本作が5号にわたって連載された。2019年5月には、映画『X-MEN:ダーク・フェニックス』の公開と合わせてヴィレッジブックスから日本語版単行本が刊行される予定である。